# 游戏王—怪兽之决斗 光之金字塔
《游戏王-怪兽之决斗：光之金字塔》（英语：Yu-Gi-Oh! The Movie: Pyramid of Light，日语：遊☆戯☆王デュエルモンスターズ 光のピラミッド），是2004年由4Kids娱乐基于日本漫画和动画《游戏王》，日美合作制作的动画冒险奇幻电影。讲述了电视动画《游戏王－怪兽之决斗》的主角在原剧集的战斗城市篇后开启的一场新的冒险。
这部电影首次于2004年8月13日由华纳兄弟以华纳家庭娱乐的标签在美国影院上映。   2004年11月3日由东宝在日本影院发行上映，并于2005年1月2日在东京电视台播出。 这部电影的重制版于2018年3月11日和12日在美国上映，  4月25日，28日，29日在加拿大上映，6月13日在英国上映。 

## 配音名单
阿努比斯（又名埃及死神 胡狼頭神）
聲優：石井康嗣；台灣：陳幼文

## 配乐
《游戏王电影原声带》包含多位声乐艺术家（最着名的是演唱“For the People”的黑眼豆豆）。 它于2004年8月10日以RCA唱片，CD和卡式录音带发行。

## 制作
英文版本有多處與日本版不同，例如使用不同的角色名称。例如日本称为“Anzu Mazaki”（真崎杏子）的角色被命名为“Téa Gardner”。
英语版電視动画中有不少卡牌畫面是有修改過的，但是电影中的卡牌和现实中的卡牌一样。 
在日本上映的版本有追加12分钟的劇情。日本版使用角色的原名，以及日本版电视动画中的原始音轨和声音效果。

## 促销
首映的参加者在购买电影票时，将从四张游戏王集换卡牌（光之金字塔，黑之魔法神官，棉花球和青眼光龙）中免费获得两张。

## 发行

### 票房
《游戏王-怪兽之决斗：光之金字塔》在美国2411个屏幕同时上映，平均每个屏幕售出3934美元。到周末结束时，获得了948萬美元的票房，并且在票房前十名的榜单难上排名第四，落后于落日杀神 ， 公主日记2：皇室婚约 ，以及排名第一的异形大战铁血战士。它还是是目前在美国票房中排名第3的日本动画电影，仅次于《神奇宝贝剧场版：超梦的逆袭》和《神奇宝贝剧场版：梦幻之神奇宝贝 洛奇亚爆诞》。这部电影在美国和加拿大的票房总收入为1980萬美元，全球票房收入仅为2929萬美元，与同一家公司配音的前三部全球总票房为3.63亿美元的《神奇宝贝》电影相比令人非常失望。

### 批评
这部电影遭到评论家的极度不满。烂番茄在“2000-2009最差的100部影片”中将该片排名第68位。批评的意见与神奇宝贝电影的批评非常相似。这部电影只适合粉迷--“不看电视动画或玩游戏王纸牌游戏？ 那么这部电影不适合你。 这部电影也是Metacritic上评价最低的动画电影（直到2017年电影《表情奇幻冒险》）。根据18条评论的平均得分只有15分（100分满分），这意味着“压倒性的不喜欢”。  在烂番茄上，它是2000年代第二低评分的动画电影，仅落后于《邪恶新世界》。 

### 重新上映
2018年2月1日， Fathom Events和4K Media宣布影片将于3月11日至12日在美国800家影院重新发行。 